# サン＝トギュスタン駅
サン＝トギュスタン駅（―えき、Saint-Augustin Augustin発音例）は、フランス・パリ8区にあるパリメトロ9号線の駅。駅名は近接するサン＝トギュスタン教会に由来する。
2003年に14号線がサン＝ラザール駅まで延伸されて以来、当駅とサン＝ラザール駅は地下通路で接続され、当駅から14号線への乗り換えが可能である。なお、サン＝ラザール駅には14号線の他にも3号線、12号線、13号線が乗り入れているが、いずれも当駅からは距離があるため、当駅では14号線のみ乗り換えの案内が行われている。

## 駅周辺
- サン＝トギュスタン教会
- 8区区役所

## 歴史
- 1923年5月27日、9号線トロカデロ駅 - サン＝トギュスタン駅間延伸に伴い、開業。

## 隣の駅
パリメトロ
9号線
ミロメニル駅（Miromesnil） - サン＝トギュスタン駅 - アーヴル＝コマルタン駅（Havre - Caumartin）